# Beavercreek
Beavercreek é uma cidade localizada no estado norte-americano de Ohio, no Condado de Greene.

## Demografia
Segundo o censo norte-americano de 2000, a sua população era de 37.984 habitantes. 
Em 2006, foi estimada uma população de 39.366, um aumento de 1382 (3.6%).

## Geografia
De acordo com o United States Census Bureau tem uma área de 
68,4 km², dos quais 68,4 km² cobertos por terra e 0,0 km² cobertos por água.

## Localidades na vizinhança
O diagrama seguinte representa as localidades num raio de 12 km ao redor de Beavercreek. 